# Glicogeno sintasi
L'enzima glicogeno sintasi è una proteina quaternaria tetramerica che favorisce la sintesi di glicogeno. Quando all'enzima sono legate 4 molecole di ATP, l'enzima è inattivo; per trasformarlo nella sua forma attiva sono necessarie 4 molecole di H2O, che tramite un'azione di idrolisi lo defosforilano e quindi attivano. L'ormone che favorisce questo processo è l'insulina, mentre il glucagone attiverà l'enzima adenilato ciclasi, responsabile della conversione dell'AMP in cAMP, che a sua volta attiva l'enzima GSK (glicogeno sintasi chinasi), che andrà a fosforilare la GS (glicogeno sintasi). 
Questo enzima può essere convertito dalla forma D (dipendente, cioè fosforilato e inattivo) alla forma I (indipendente, cioè defosforilata e attiva) anche in assenza del segnale insulinico, solo nel fegato. Ciò avviene per la presenza nell'epatocita di glucosio-6P, derivante dal catabolismo delle proteine di struttura quando non vengono introdotti carboidrati dopo lunghi periodi di digiuno.